# Zacharz
Zacharz – wieś w Polsce położona w województwie łódzkim, w powiecie tomaszowskim, w gminie Będków.
Zacharz to miejscowość typowo rolnicza, składająca się z trzech kolonii: Kolonia Zachodnia (Stary Zacharz), Zacharz Południe, Zacharz Północ. Przez Zacharz przechodzi droga wojewódzka nr 716 Koluszki – Piotrków Trybunalski.
W Zacharzu znajduje się Ochotnicza Straż Pożarna – OSP Zacharz. Straż miała w 2009 roku swój 90 jubileusz.
Przy tym budynku działa także Koło Gospodyń Wiejskich Zacharz (KGW). 
W latach 1975–1998 miejscowość administracyjnie należała do województwa piotrkowskiego.